# Paranthrene rufocorpus
Paranthrene rufocorpus is een vlinder uit de familie wespvlinders (Sesiidae), onderfamilie Sesiinae.
Paranthrene rufocorpus is voor het eerst wetenschappelijk beschreven door Eichlin in 1989. De soort komt voor in het Neotropisch gebied.